# Huerto cerrado
Huerto cerrado es el primer libro de cuentos del escritor peruano Alfredo Bryce Echenique publicado en 1968, con el cual inicia su labor como escritor. Los doce cuentos que conforman el libro tienen a Manolo como protagonista, los cuales relatan diferentes episodios de su vida. Si bien el libro no cuenta con exquisiteces técnicas, deja vislumbrar los temas ejes de la posterior obra bryceana: la timidez con profundos y desgarradores trances psicológicos, la dificultad para relacionarse con los demás, el amor, la ternura y la amistad. Así mismo el escritor emplea el humor y la fina ironía, elementos fundamentales en su obra y los cuales pulirá en sus posteriores publicaciones. Obtuvo una Mención Honrosa en el Premio Casa de las Américas de 1968.
La edición consta de los siguientes cuentos:
- Dos indios: Un narrador sin nombre se encuentra con Manolo en Roma. Hablan en un bar y Manolo recuerda un encuentro con dos indígenas durante su infancia en el Perú.
- Con Jimmy en Paracas: A los trece años, Manolo acompaña a su padre a un viaje de negocios en Paracas, un lujoso resort al sur de Lima. Se encuentran con Jimmy, uno de los compañeros de Manolo, cuya mayor posición social le permite tratar las normas sociales con desprecio.
- El camino es así
- Su mejor negocio.
- Las notas que duerman en las cuerdas.
- Una mano en las cuerdas.

Manolo se enamora perdidamente de Cecilia , a pesar de ser tímido demuestra su amor a Cecilia
- Un amigo de cuarenta y cuatro años.
- Yo soy el rey.
- El descubrimiento de América.
- La madre, el hijo y el pintor.
- El hombre, el cinema y el tranvía.
- Extraña diversión.

- Datos: Q3382184